# Atari 5200
 (mai 2016).
Si vous disposez d'ouvrages ou d'articles de référence ou si vous connaissez des sites web de qualité traitant du thème abordé ici, merci de compléter l'article en donnant les références utiles à sa vérifiabilité et en les liant à la section « Notes et références ».
L'Atari 5200 est une console de jeux vidéo de deuxième génération produite par Atari sortie en 1982 aux États-Unis et au canada. Elle est créée dans le but de concurrencer les consoles ColecoVision et Intellivision qui, à cette époque, sont les plus puissantes et les moins chères du marché. 
L'Atari 5200 n'est jamais sortie en France, car sa grande sœur, l'Atari 2600, sortie en 1977 aux États-Unis, n'est sortie en Europe qu'en septembre 1981, alors que la 5200 était déjà en phase de conception pour les États-Unis pour 1982. La faiblesse du temps de présence de la 2600 en France, avec près d'une génération de retard sur les États-Unis, ajouté au fait que la 5200 fut un échec commercial aux États-Unis (contrairement à la Atari 2600), n'a pas incité Atari à sortir sa 5200 en France, qui attend alors 1990 avec l'Atari 7800 pour revenir sur le Vieux Continent.
La console se veut innovante à l'époque, grâce à ses quatre ports manettes de série, et son tiroir de rangement pour ces dernières. Ces éléments ne seront toutefois pas suffisant et la console sera un échec commercial.

## Historique
L'Atari 5200 est essentiellement un Atari 400 sans clavier. Ceci prouve que les conceptions d'Atari peuvent rapidement s'adapter au marché. La console apporte un nouveau joystick révolutionnaire, avec un manche analogique et des touches de fonction (start, pause, reset). Elle bénéficie d'autres innovations, comme un tir automatique et quatre ports de joystick. 
La conception sans centrage du manche s'avère sans avantage et peu fiable, agaçant beaucoup d'acheteurs. Tandis que les 5200 recueillent de nombreux adeptes grâce à une bibliothèque de jeux de haute qualité, elle doit faire face à une nouvelle concurrence avec la Colecovision et à une économie qui devient de plus en plus vacillante. 
La question de savoir quel système serait supérieur à l'autre est devenue inutile lorsque le marché du jeu s'est effondré en 1983-1984, condamnant les deux consoles.

## Spécifications techniques
- CPU : 6502C cadencé à 1,79 MHz

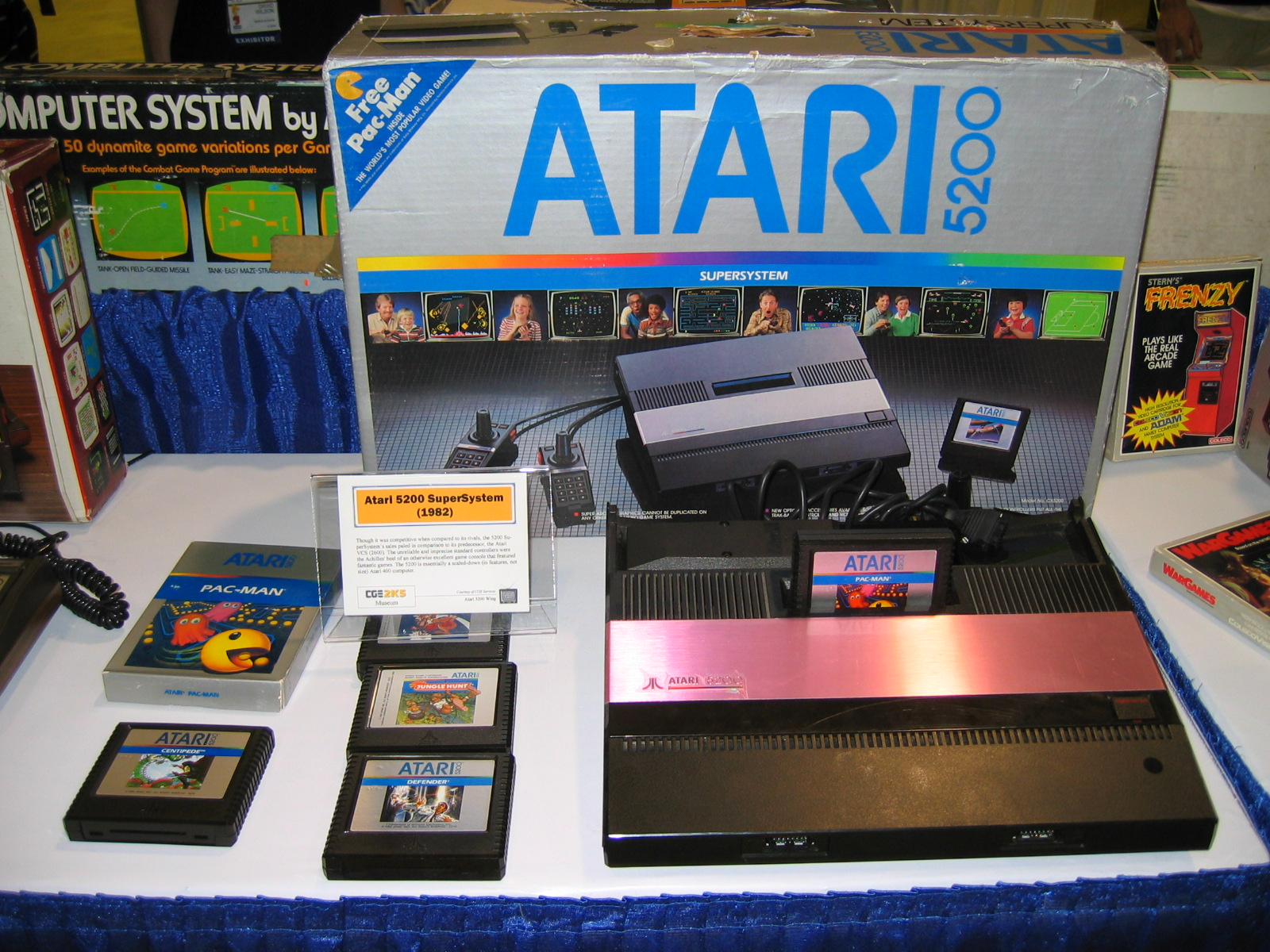
Atari 5200.

- Résolution d'affichage : 320×192 pixels, 16 couleurs à l'écran (sur 256)
- Son : 4 voies
- RAM : 16 ko